# Mistrzostwa Ibero-Amerykańskie w Lekkoatletyce 2002
10. Mistrzostwa Ibero-Amerykańskie w Lekkoatletyce – zawody lekkoatletyczne, które odbyły się w dniach 11-12 maja 2002 w mieście Gwatemala.

## Rezultaty

### Mężczyźni
| Konkurencja                   | 1. miejsce                                                                                  | Wynik     | 2. miejsce                                                                 | Wynik     | 3. miejsce                                                                          | Wynik     |
| ----------------------------- | ------------------------------------------------------------------------------------------- | --------- | -------------------------------------------------------------------------- | --------- | ----------------------------------------------------------------------------------- | --------- |
| Bieg na 100 m                 | Heber Viera                                                                                 | 10,08     | Vicente de Lima                                                            | 10,08     | Édson Ribeiro                                                                       | 10,22     |
| Bieg na 200 m                 | André da Silva                                                                              | 20,22     | Heber Viera                                                                | 20,46     | John Jairo Córdoba                                                                  | 20,99     |
| Bieg na 400 m                 | Carlos Santa                                                                                | 45,69     | Jonathan Palma                                                             | 46,09     | Ricardo Roach                                                                       | 46,37     |
| Bieg na 800 m                 | Hudson de Souza                                                                             | 1:46,74   | Osmar dos Santos                                                           | 1:46,81   | Ricardo Etheridge                                                                   | 1:47,08   |
| Bieg na 1500 m                | Hudson de Souza                                                                             | 3:45,46   | Manuel Damião                                                              | 3:47,09   | Javier Carriqueo                                                                    | 3:48,73   |
| Bieg na 3000 m                | Pablo Villalobos                                                                            | 8:10,28   | Alejandro Suárez                                                           | 8:10,62   | David Galván                                                                        | 8:12,18   |
| Bieg na 5000 m                | Alejandro Suárez                                                                            | 14:16,22  | Teodoro Vega                                                               | 14:17,18  | Mauricio Díaz                                                                       | 14:19,92  |
| Bieg na 3000 m z przeszkodami | Salvador Miranda                                                                            | 8:47,79   | José María González                                                        | 8:50,72   | Francisco Munuera                                                                   | 8:59,95   |
| Bieg na 110 m przez płotki    | Paulo Villar                                                                                | 13,57     | Mateus Facho Inocêncio                                                     | 13,58     | Anselmo da Silva                                                                    | 13,66     |
| Bieg na 400 m przez płotki    | Sergio Hierrezuelo                                                                          | 50,60     | Eronilde de Araújo                                                         | 50,78     | Cleverson da Silva                                                                  | 50,88     |
| Sztafeta 4 × 100 m            | Brazylia Vicente de Lima · Édson Ribeiro · André da Silva · Fabio Gonçalves Silva           | 38,58     | Portoryko Carlos Santos · Jesús Carrión · Osvaldo Nieves · Rogelio Pizarro | 39,47     | Wenezuela Juan Morillo · Hely Ollarves · José Carabalí · Nilson Palacios            | 40,15     |
| Sztafeta 4 × 400 m            | Brazylia Luis Enrique Serra da Silveira · Luiz Antonio Eloi · Diego Venancio · Flávio Godoy | 3:05,71   | Wenezuela José Carabalí · Danny Núñez · Luis Luna · Jonathan Palma         | 3:08,87   | Portoryko Jorge Richardson · Ricardo Etheridge · Alexander Greaux · Rogelio Pizarro | 3:12,64   |
| Chód na 20 000 m              | Jefferson Pérez                                                                             | 1:23:51,0 | Julio René Martínez                                                        | 1:24:31,0 | Luis Fernando García                                                                | 1:25:27,0 |
| Skok wzwyż                    | Gilmar Mayo                                                                                 | 2,26      | Jessé de Lima                                                              | 2,23      | Javier Bermejo                                                                      | 2,23      |
| Skok o tyczce                 | Javier Benítez                                                                              | 5,25      | Nuno Fernandes                                                             | 5,20      | José Francisco Nava                                                                 | 5,20      |
| Skok w dal                    | Ibrahim Camejo                                                                              | 7,83      | José Miguel Martínez                                                       | 7,75      | Thiago Dias                                                                         | 7,73      |
| Trójskok                      | Jadel Gregório                                                                              | 16,90     | Aliecer Urrutia                                                            | 16,26     | Felipe Apablaza                                                                     | 15,86     |
| Pchnięcie kulą                | Marco Antonio Verni                                                                         | 19,79     | Yojer Medina                                                               | 19,27     | Jhonny Rodríguez                                                                    | 18,87     |
| Rzut dyskiem                  | Marcelo Pugliese                                                                            | 59,00     | Paulo Bernardo                                                             | 58,22     | Gustavo de Mendonça                                                                 | 52,20     |
| Rzut młotem                   | Moisés Campeny                                                                              | 70,30     | Yosmel Montes                                                              | 69,38     | Adrián Marzo                                                                        | 66,71     |
| Rzut oszczepem                | Isbel Luaces                                                                                | 81,64     | Luiz Fernando da Silva                                                     | 74,66     | Ronald Noguera                                                                      | 72,23     |
| Dziesięciobój                 | Yosbel Gómez                                                                                | 7449      | Édson Bindilatti                                                           | 7280      | Ivan da Silva                                                                       | 7172      |

### Kobiety
| Konkurencja                   | 1. miejsce                                                                                      | Wynik    | 2. miejsce                                                                   | Wynik    | 3. miejsce                                                              | Wynik    |
| ----------------------------- | ----------------------------------------------------------------------------------------------- | -------- | ---------------------------------------------------------------------------- | -------- | ----------------------------------------------------------------------- | -------- |
| Bieg na 100 m                 | Roxana Díaz                                                                                     | 11,32    | Thatiana Regina Ignácio                                                      | 11,49    | Severina Cravid                                                         | 11,53    |
| Bieg na 200 m                 | Felipa Palacios                                                                                 | 22,76    | Roxana Díaz                                                                  | 23,00    | Norma González                                                          | 23,47    |
| Bieg na 400 m                 | Maria Laura Almirão                                                                             | 52,14    | Lucimar Teodoro                                                              | 52,55    | Ana Peña                                                                | 52,74    |
| Bieg na 800 m                 | Christiane Ritz                                                                                 | 2:06,30  | Sandra Moya                                                                  | 2:06,71  | Niusha Mancilla                                                         | 2:08,53  |
| Bieg na 1500 m                | Adoración García                                                                                | 4:22,37  | Niusha Mancilla                                                              | 4:25,25  | Valeria Rodríguez                                                       | 4:27,41  |
| Bieg na 3000 m                | Nora Rocha                                                                                      | 9:28,12  | Margarita Tapia                                                              | 9:29,61  | Bertha Sánchez                                                          | 9:34,99  |
| Bieg na 5000 m                | Adriana Fernández                                                                               | 16:25,25 | América Mateos                                                               | 16:26,81 | Lucélia Peres                                                           | 16:45,25 |
| Bieg na 3000 m z przeszkodami | Michelle Costa                                                                                  | 10:36,47 | Érika Olivera                                                                | 10:48,75 | Mónica Amboya                                                           | 11:02,68 |
| Bieg na 100 m przez płotki    | Maíla Machado                                                                                   | 13,15    | Gilvaneide de Oliveira                                                       | 13,46    | Princesa Oliveros                                                       | 13,53    |
| Bieg na 400 m przez płotki    | Isabel Silva                                                                                    | 56,99    | Princesa Oliveros                                                            | 57,37    | Yvonne Harrison                                                         | 58,22    |
| Sztafeta 4 × 100 m            | Brazylia Thatiana Regina Ignácio · Rosemar Coelho Neto · Lucimar de Moura · Kátia Regina Santos | 44,28    | Kolumbia Melisa Murillo · Mirtha Brock · Felipa Palacios · Norma González    | 44,44    | N/A                                                                     | N/A      |
| Sztafeta 4 × 400 m            | Brazylia Lucimar Teodoro · Geisa Coutinho · Claudete Alves Pina · Maria Laura Almirão           | 3:33,13  | Kolumbia Felipa Palacios · Mirtha Brock · Princesa Oliveros · Norma González | 3:33,35  | Portoryko Beatriz Cruz · Militza Castro · Sandra Moya · Yvonne Harrison | 3:34,26  |
| Chód na 20 000 m              | Aura Morales                                                                                    | 1:36:58  | Geovana Irusta                                                               | 1:37:32  | Francisca Martínez                                                      | 1:38:28  |
| Skok wzwyż                    | Juana Arrendel                                                                                  | 1,87     | Luciane Dambacher                                                            | 1,84     | Thais de Andrade                                                        | 1,81     |
| Skok o tyczce                 | Alejandra García                                                                                | 4,25     | Karla da Silva                                                               | 4,00     | Alina Alló                                                              | 3,90     |
| Skok w dal                    | Maurren Maggi                                                                                   | 6,97     | Yesenia Rivera                                                               | 6,33     | Yudelkis Fernández                                                      | 6,10     |
| Trójskok                      | Mabel Gay                                                                                       | 14,18    | Jennifer Arveláez                                                            | 13,65    | Luciana dos Santos                                                      | 13,53    |
| Pchnięcie kulą                | Yumileidi Cumbá                                                                                 | 18,87    | Martina de la Puente                                                         | 17,20    | Elisângela Adriano                                                      | 16,63    |
| Rzut dyskiem                  | Elisângela Adriano                                                                              | 58,20    | Yania Ferrales                                                               | 57,63    | Luz Dary Castro                                                         | 53,91    |
| Rzut młotem                   | Vânia Silva                                                                                     | 65,02    | Aldenay Vasallo                                                              | 63,75    | Dolores Pedrares                                                        | 61,83    |
| Rzut oszczepem                | Sabina Moya                                                                                     | 62,62    | Xiomara Rivero                                                               | 61,41    | Marta Míguez                                                            | 58,06    |
| Siedmiobój                    | Yuleidis Limonta                                                                                | 5593     | Elizete da Silva                                                             | 5288     | Anabella von Kesselstatt                                                | 5237     |

## Klasyfikacja medalowa
*   Gospodarz ( Gwatemala)
| Miejsce | Reprezentacja | Złoto | Srebro | Brąz | Razem |
| ------- | ------------- | ----- | ------ | ---- | ----- |
| 1       | Brazylia      | 15    | 13     | 10   | 38    |
| 2       | Kuba          | 8     | 6      | 2    | 16    |
| 3       | Meksyk        | 5     | 4      | 2    | 11    |
| 4       | Kolumbia      | 4     | 3      | 6    | 13    |
| 5       | Hiszpania     | 3     | 3      | 4    | 10    |
| 6       | Argentyna     | 3     | 0      | 5    | 8     |
| 7       | Dominikana    | 2     | 0      | 0    | 2     |
| 8       | Portugalia    | 1     | 3      | 1    | 5     |
| 9       | Chile         | 1     | 1      | 4    | 6     |
| 10      | Urugwaj       | 1     | 1      | 0    | 2     |
| 11      | Ekwador       | 1     | 0      | 1    | 2     |
| 12      | Wenezuela     | 0     | 4      | 2    | 6     |
| 13      | Portoryko     | 0     | 3      | 4    | 7     |
| 14      | Boliwia       | 0     | 2      | 1    | 3     |
| 15      | Gwatemala*    | 0     | 1      | 1    | 2     |
| Razem   | Razem         | 44    | 44     | 43   | 131   |